# والدو ووترمان
والدو ووترمان (بالإنجليزية: Waldo Waterman)‏ هو مهندس أمريكي، ولد في 16 يونيو 1894، وتوفي في 8 ديسمبر 1976.